# نيسان ألتيما

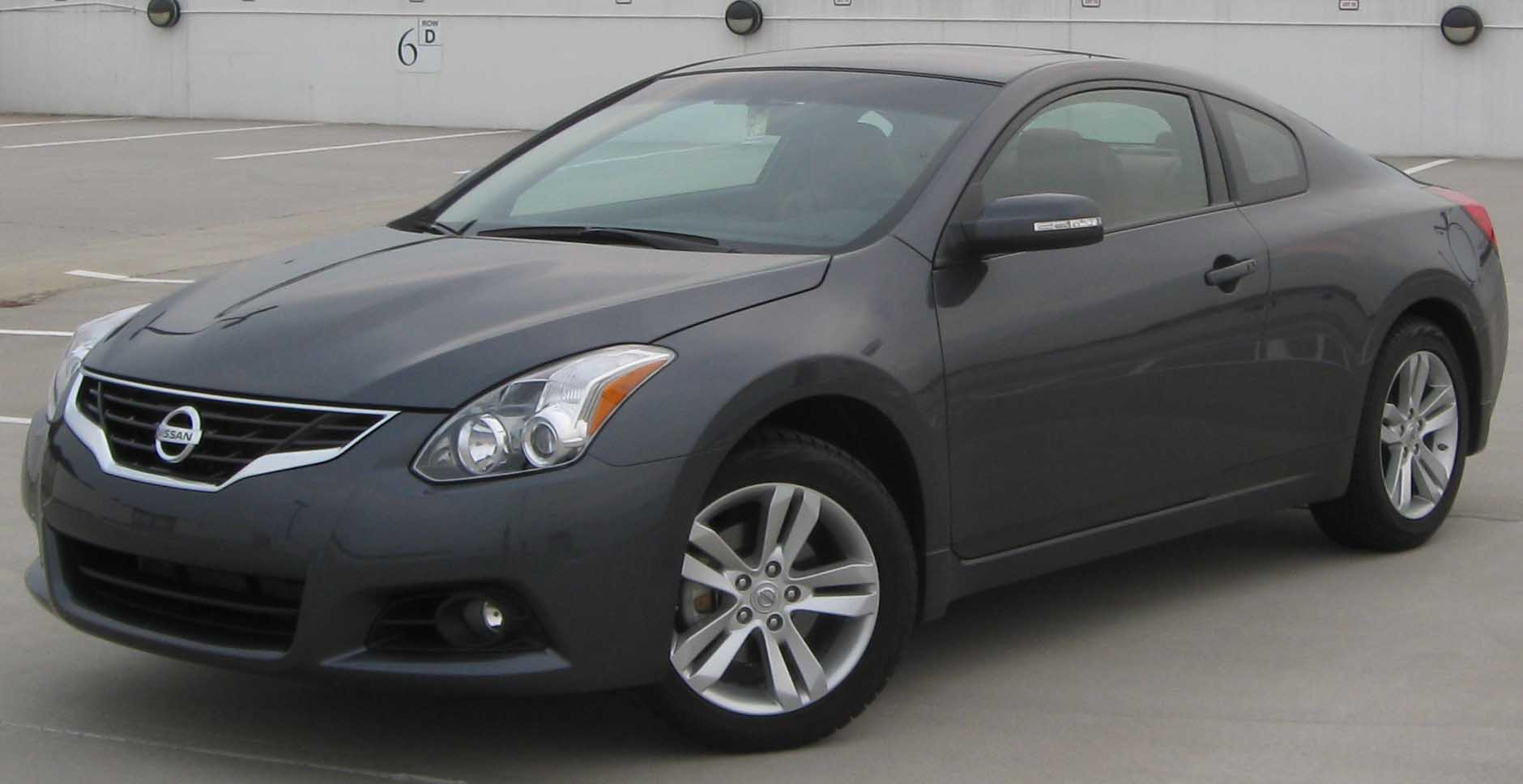
نيسان ألتيما 2010

نيسان ألتيما، إحدى السيارات المتوسطة الحجم المنتجة بواسطة شركة نيسان، وتعتبر امتدادا لسيارة نيسان بلوبيرد التي بدأ إنتاجها في 1957. ومنذ بدأ إنتاجها كانت تعد أكبر وأقوى وأكثر فخامة من نيسان صني وسنترا ويليها نيسان ماكسيما. تتوفر نيسان التيما في أسواق أمريكا الشمالية والشرق الأوسط إضافة إلى اماكن أخرى حول العالم.
مسمى ألتيما يرجع إلى خط إنتاج آخر من نيسان لوريل التي كانت تباع في الشرق الأوسط وأمريكا الوسطى قبل عام 1992. في 1993 اوقفت ستانزا وابدلتها ب التيما أمريكية الصنع. أنتجت أول نيسان التيما في 15 حزيران 1992 كموديل 1993 . جميع سيارات التيما صنعت في أمريكا في مدينة سيرنا بولاية تينيسي حتى حزيران 2004، عندما افتتحت نيسان خط إنتاج آخر في مدينة كانتون بولاية ميسيسيبي كي تلبي الطلب المتزايد على ألتيما.

## نيسان التيما 2013
أطلقت شركة نيسان عام 1993 سيارة التيما من فئة السيارات العائلية متوسطة الحجم، حيث نجحت التيما -ومنذ انطلاقتها – في أن تكون واحدة من أكثر سيّارات نيسان مبيعاً، وقد قامت الشركة في معرض نيويورك الدولي للسيارات بكشف النقاب عن الجيل الجديد كلياً من التيما، لتثبت مكانتها السوقية بين سيارات الشركات الأخرى مثل تويوتا كامري وهوندا اكورد.
شكل ألتيما الخارجي الأنيق يتضمّن صادماً أمامياً كبيراً مزيناً بشبك أمامي متوّج بشعار نيسان في المنتصف، مع إضاءة أمامية مصممة بعناية تعمل بتقنية الزينون، بالإضافة إلى أضواء ضباب مدمجة مع أضواء تنبيه أسفل الصادم الأمامي.
ويبرز تصميم نيسان التيما الجانبي الانسيابي الديناميكي من خلال الخط المتموّج الممتد من غطاء المحرك إلى الجوانب، والذي يتصل مع الجناح الخلفي المدمج بغطاء صندوق الأمتعة المزيّن بخطّ أفقي من الكروم، والذي يغطي مساحة كبيرة من الواجهة الخلفية.
زُينت مقصورة التيما الداخلية بالجلد والبلاستيك والخشب، كما زُودت التيما بعجلة قيادة تحتوي على العديد من الأزرار التي تمكنك من التحكم بالنظام الصوتي المميّز من نوع BOSE، بالإضافة إلى أزرار للرد على الهاتف.
وزُودت نيسان التيما بكونسول وسطي بسيط التصميم يحتوي على شاشة عرض واضحة، متعددة الاستعمالات لعرض جميع المعلومات المساعدة، مثل نظام الملاحة والنظام الترفيهي الذي يحتوي على مشغل اسطوانات وراديو مع إمكانية توصيل أجهزة ايبود.

## وصلات خارجية
- تقرير نيسان التيما